# Sander Sagosen
Sander Sagosen, né le 14 septembre 1995 à Trondheim,, est un joueur norvégien de handball professionnel évoluant aux postes de demi-centre et d'arrière gauche. Il joue au Kolstad Håndball depuis 2023.

## Biographie
Lors de la saison 2014-2015, il est transféré à Aalborg et se révèle au plus haut niveau avec 45 buts inscrits en Ligue des champions.
Avec l'équipe nationale de Norvège, il termine 4e du championnat d'Europe 2016 et est élu meilleur demi-centre de la compétition. Si Sagosen et les Norvégiens ratent la qualification pour les Jeux olympiques de Rio puis pour le championnat du monde 2017, ils obtiennent une invitation qu'ils honorent de la meilleure des manières puisqu'ils parviennent à atteindre la finale de la compétition. Battus par la France, les Norvégiens remportent malgré tout leur première médaille dans une compétition internationale tandis que Sagosen est élu dans l'équipe-type au poste d'arrière gauche.
Au championnat d'Europe 2018 terminé à la 7e place, Sagosen est à nouveau élu meilleur demi-centre de la compétition. Puis, au championnat du monde 2019, Sagosen et les Norvégiens atteignent une nouvelle fois la finale de la compétition et, pour la quatrième fois consécutive, Sagosen est élu dans l'équipe-type d'une compétition internationale, au poste d'arrière gauche cette fois.
Il rejoint en 2020 le club allemand du THW Kiel, notamment afin de se rapprocher de sa compagne Hanna Bredal Oftedal qui quitte en 2019 le Paris 92 pour le club danois de Silkeborg, à moins de trois heures de route de Kiel. À peine arrivé, il parvient à faire avec Kiel ce qu'il n'était pas parvenu à faire avec le PSG en remportant la Ligue des champions : du fait de la pandémie de Covid-19, la finale à quatre de la Ligue des champions a été reportée en décembre 2020 et c'est donc avec le THW Kiel que Sagosen a joué et remporté le Final Four.
Mais dès novembre 2021, il annonce qu'il n'y aura pas au delà de son contrat en 2023 mais rejoindra le Kolstad Håndball, club norvégien qui ambitionne de devenir un grand club européen. Si le club est rattrapé dès l'été 2023 par des problèmes financiers, Sagosen rejoint bien le club et en 2024, il prolonge même son contrat jusqu’à l’été 2027. Mais Kolstad n'a pas connu l'ascension espérée et en février 2025, Sagosen rejoint, avec effet immédiat, son ancien club d'Aalborg.

## Palmarès

### En sélection
Jeux olympiques
- 7e place aux Jeux olympiques de 2020
- 6e place aux Jeux olympiques de 2024

Championnats du monde
- Médaille d'argent au championnat du monde 2017 en France
- Médaille d'argent au championnat du monde 2019 au Danemark et en Allemagne
- 6e place au championnat du monde 2021 en Égypte
- 6e place au championnat du monde 2023 en Pologne et Suède
- 10e place au championnat du monde 2025 en Norvège, en Croatie et au Danemark

Championnats d'Europe
- 4e place au championnat d'Europe 2016 en Pologne
- 7e place au championnat d'Europe 2018 en Croatie
- Médaille de bronze au championnat d'Europe 2020 en Autriche, Norvège et Suède
- 5e place au championnat d'Europe 2022 en Hongrie et Slovaquie
- 6e place au championnat d'Europe 2024 en Allemagne

### En clubs
Compétitions internationales
- Vainqueur de la Ligue des champions (1) :  2020[13]

Compétitions nationales
- Vainqueur du Championnat de Norvège (3) : 2014, 2023, 2024
- Vainqueur du Coupe de Norvège (3) : 2023, 2024, 2025
- Vainqueur du Championnat du Danemark (1) : 2017
- Vainqueur du Championnat de France (3) : 2018, 2019, 2020
- Vainqueur de la Coupe de la Ligue française (2) : 2018, 2019
- Vainqueur de la Coupe de France (1) : 2018
- Vainqueur du Championnat d'Allemagne (1) : 2021, 2023
- Vainqueur de la Coupe d'Allemagne (1) : 2022
- Vainqueur de la Supercoupe d'Allemagne (3) : 2020, 2021 2022

### Distinctions individuelles
Distinctions en équipe nationale
- élu meilleur demi-centre du championnat d'Europe (2) : 2016[5], 2018
- élu meilleur arrière gauche du championnat d'Europe 2020
- élu meilleur arrière gauche du championnat du monde (2) : 2017, 2019
- meilleur buteur du championnat d'Europe 2020 avec 65 buts

Distinctions en club
- élu meilleur arrière gauche du championnat du Danemark (1) : 2017
- élu meilleur demi-centre du championnat de France (1) : 2019
- élu meilleur joueur du championnat de France (1) : 2020
- meilleur buteur du championnat du Danemark (1) : 2017
- élu meilleur arrière gauche due la Ligue des champions (1) :  2020

Distinctions générales
- nommé à l'élection du meilleur handballeur mondial de l'année (2) : 2016 (5e) et 2017 (vote annulé)

## Galerie

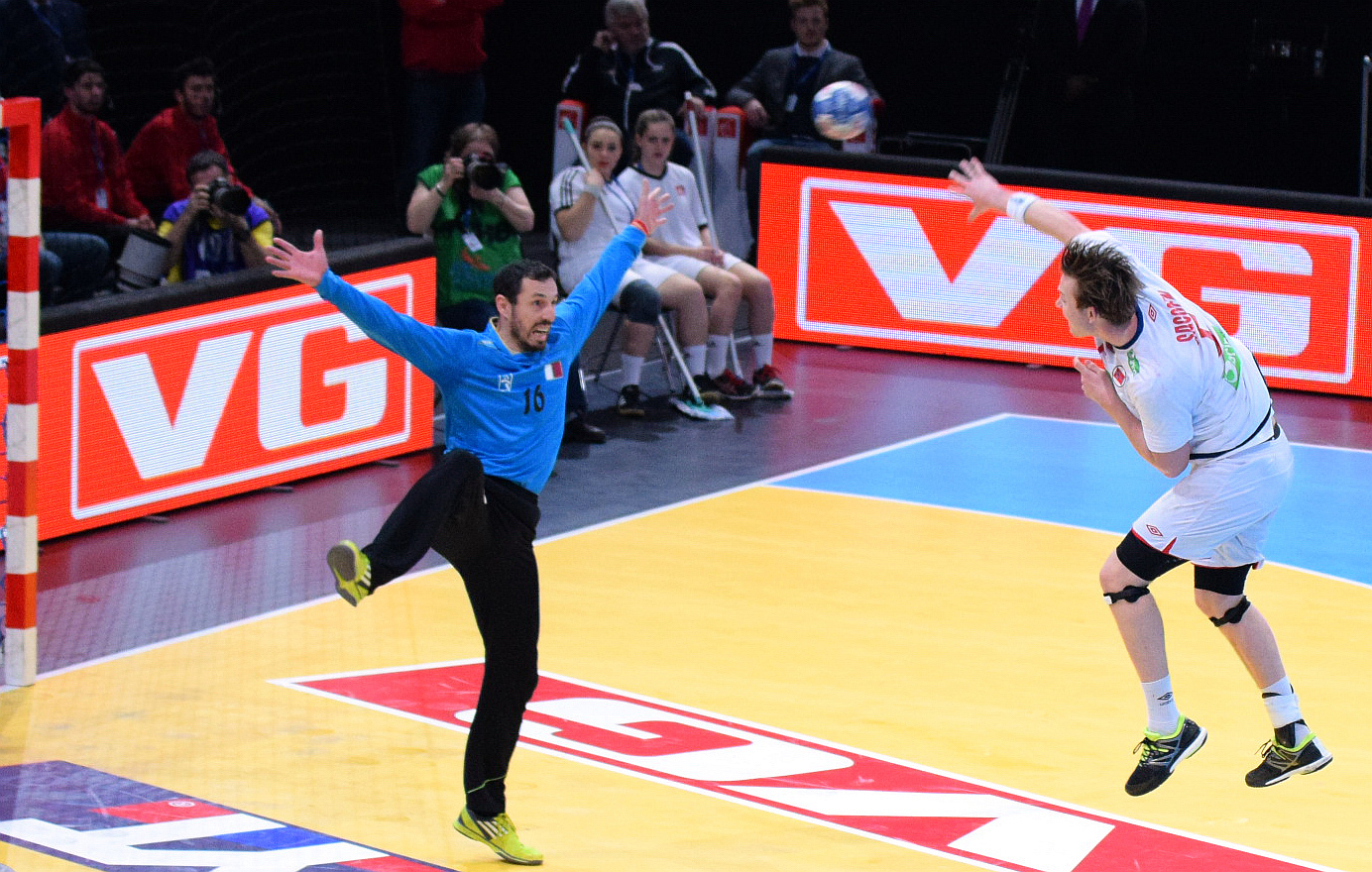
Avec l'équipe de Norvège
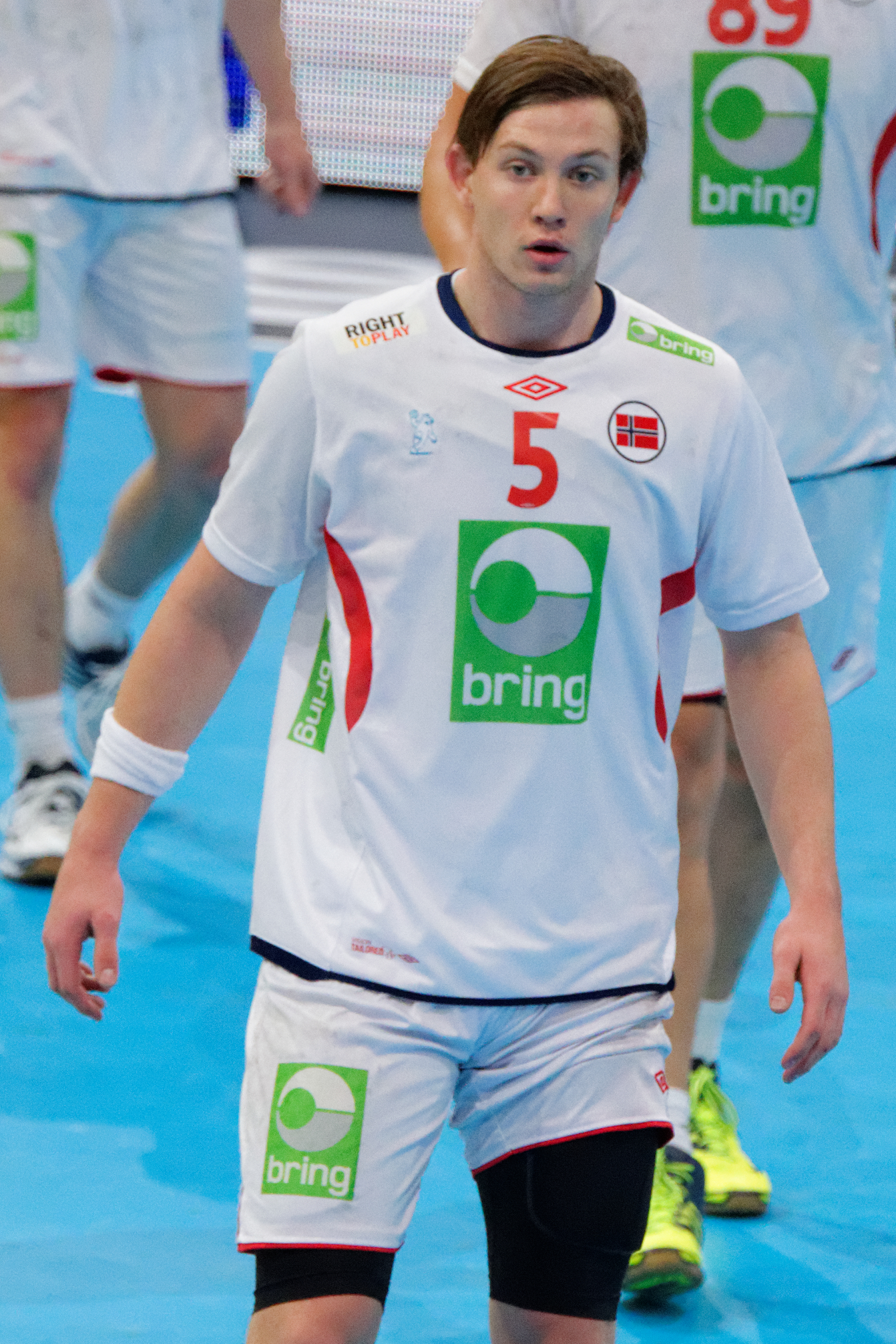
...
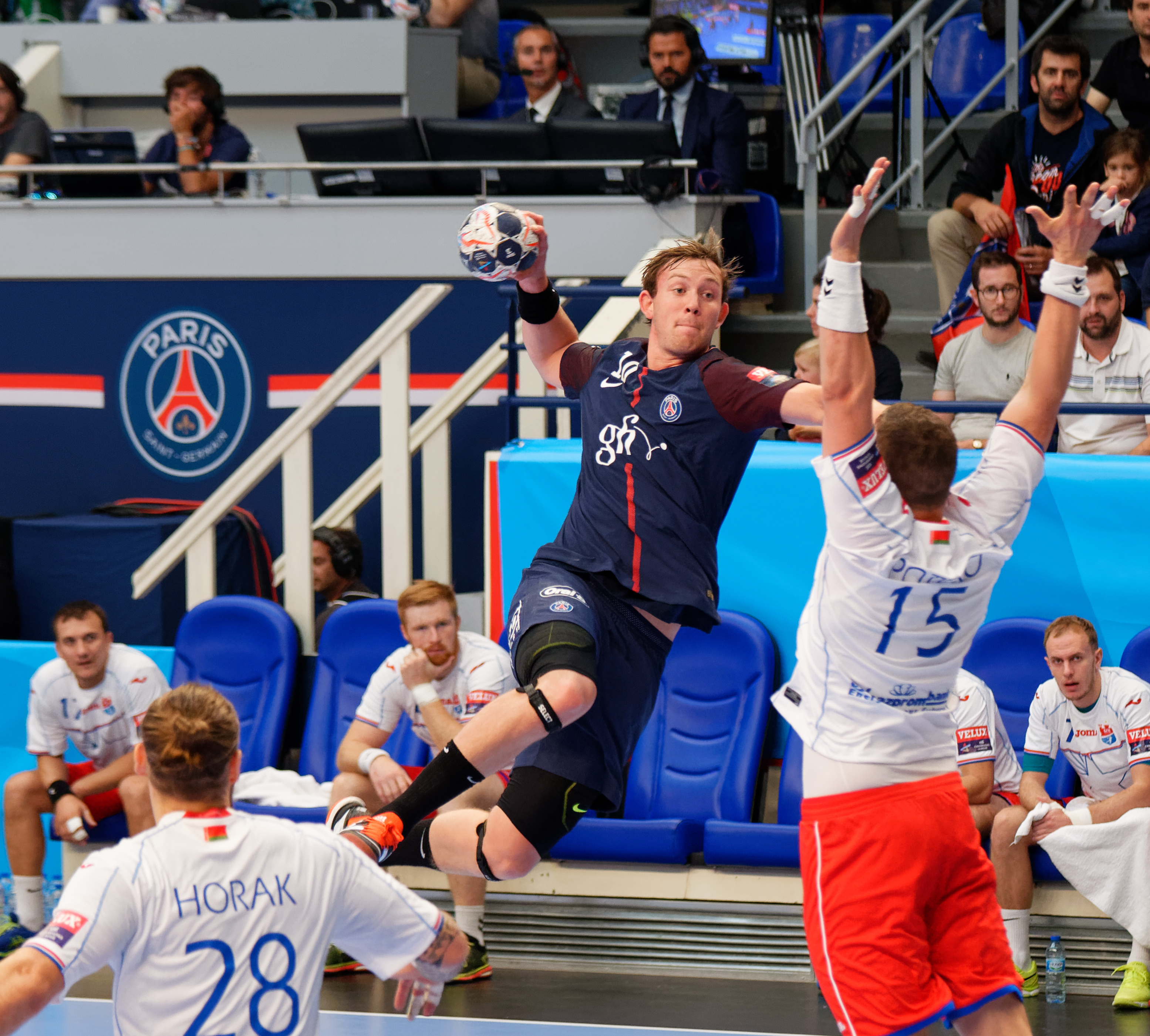
Avec le Paris Saint-Germain
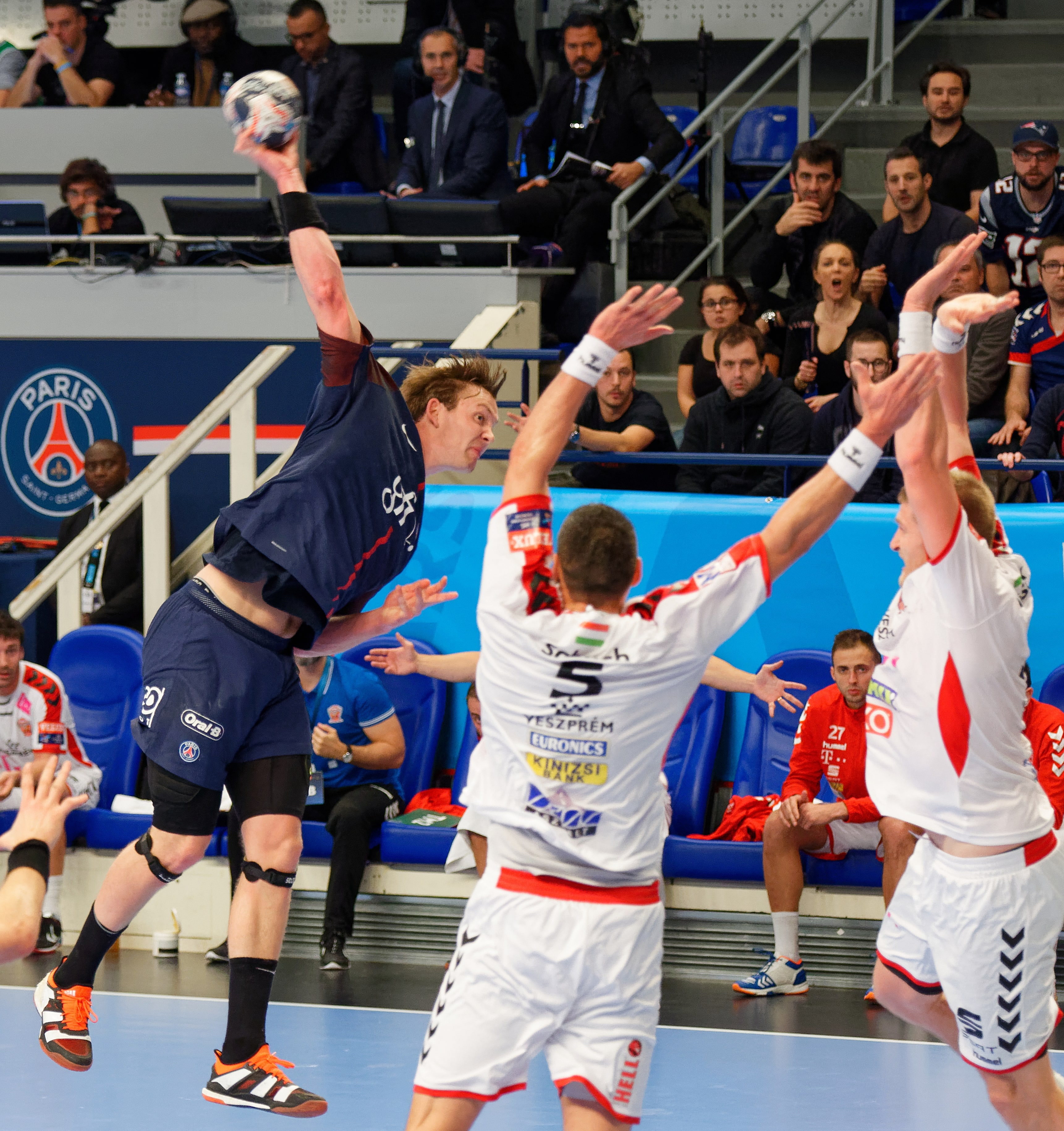
...